# Cardamine franchetiana
Cardamine franchetiana là một loài thực vật có hoa trong họ Cải. Loài này được Diels mô tả khoa học đầu tiên năm 1912.